# Weli Kajum-chan

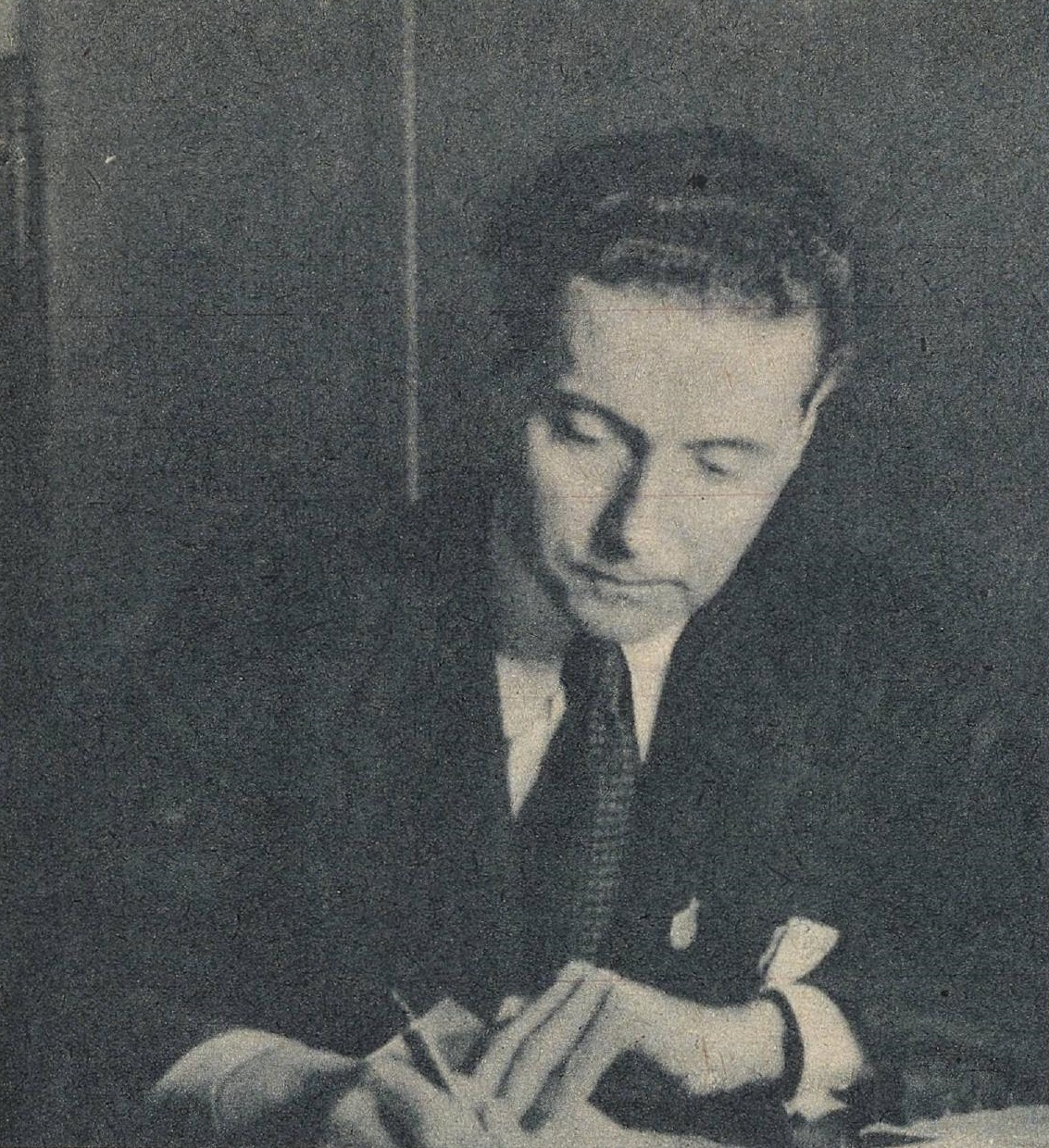
Weli Kajum-chan

Weli Kajum-chan, ros. Вели Каюм-хан (ur. 15 lipca 1904 w Taszkencie w ZSRR, zm. 13 sierpnia 1993) – emigracyjny turkiestański publicysta i działacz narodowy uzbeckiego pochodzenia, przewodniczący Turkiestańskiego Komitetu Narodowego podczas II wojny światowej.
Z inicjatywy sowieckich władz Uzbekistanu został wysłany do Niemiec na naukę. Studiował w instytucie zootechnicznym w Berlinie, a następnie politologię na berlińskim uniwersytecie. Jednocześnie zaangażował się w działalność turkiestańskiej emigracji. Szczególnie silny wpływ wywarł na niego Mustafa Czokaj. Publikował artykuły w turkiestańskich pismach emigracyjnych. W okresie II wojny światowej podjął kolaborację z Niemcami. Po ataku wojsk niemieckich na ZSRR 22 czerwca 1941 r., wraz z M. Czokajem prowadził werbunek w obozach jenieckich do szeregów formowanych Legionów Turkiestańskich. W sierpniu 1942 r. stanął na czele Turkiestańskiego Komitetu Narodowego w Berlinie. Po zakończeniu wojny przebywał w obozie dla internowanych, a następnie zamieszkał w zachodnich Niemczech. Kontynuował swoją działalność narodową, opowiadając się za Wielkim Turkiestanem. Utworzył komitet turkiestański. Wydawał pismo "Национальный Туркестан". Współpracował z zachodnimi służbami specjalnymi. Odbył podróże m.in. do Turcji i Arabii Saudyjskiej. Wszedł w skład kierownictwa Antybolszewickiego Bloku Narodów.